# Zdjęcie z krzyża (obraz Rogiera van der Weydena)
Zdjęcie z krzyża (niderl. Kruisafneming) – obraz olejny Rogiera van der Weyden, jednego z głównych reprezentantów gotyckiego realizmu; przykład późnogotyckiego malarstwa tablicowego w Niderlandach. Przechowywany w zbiorach Muzeum Prado w Madrycie.

## Dzieje obrazu
Dzieło zostało zamówione przez Wielką Gildię Kuszników z Lowanium, do kaplicy w kościele Matki Bożej za Murami. Przypominają o tym malowane maswerki w narożach w formie stylizowanych kusz. Historycy sztuki Dirk De Vos i Lorne Campbell datują namalowanie dzieła na rok 1435. Według De Vosa najstarsza znana kopia Zdjęcia z Krzyża Rogiera Tryptyk Edeleheere w Lowanium, mogła być ukończona około roku 1435, najpewniej przed rokiem 1443, dlatego też oryginalna praca Van der Weydena musiała powstać przed 1435. Około 1548 obraz został zamieniony za kopię pędzla Michaela Coxcie oraz organy. Nowym właścicielem oryginału została węgierska królowa wdowa Maria, siostra cesarza Karola V, która w imieniu brata objęła rządy w Niderlandach jako namiestniczka. Początkowo dzieło znajdowało się w prywatnej rezydencji Marii w  Binche, gdzie zapoznał się z nim hiszpański dworzanin Vicente Alvárez, który w 1551 wspominał o dziele: "To był najlepszy obraz w całym zamku i w ogóle, sądzę, iż w całym świecie, bowiem widziałem wiele znamienitych dzieł jednak żadne nie dorównuje temu w prawdzie wobec natury i pobożności".
Alvárezowi towarzyszył przyszły król hiszpański Filip. Tenże przewiózł Zdjęcie z krzyża do Hiszpanii, początkowo umieszczając je we własnym zameczku myśliwskim El Pardo. Pod datą 15 kwietnia 1574 obraz został zapisany w inwentarzu klasztoru San Lorenzo de El Escorial, którego fundatorem był Filip II. "Wielki obraz, na którym namalowane jest Zdjęcie z Krzyża, z Maryją i ośmioma innymi postaciami . . przez rękę Maestre Rogier, który należał do królowej Marii".  W 1939 obraz został przeniesiony z Escorialu do madryckiego Prado.

## Opis i analiza
Jest to monumentalny obraz ołtarzowy, przedstawiający jedną ze scen pasyjnych – moment zdjęcia Chrystusa z krzyża. Postaci mają niemal naturalne rozmiary. Płytka przestrzeń, iluzja złoconego drewna oraz maswerki w górnych rogach przywodzą na myśl rzeźbione w drewnie i polichromowane ołtarze. Spotęgowany ładunek realizmu w kształtowaniu postaci i niezwykle plastycznie opracowane postaci potęgują wrażenie, iż mamy do czynienia z rzeźbionym poliptykiem.
Józef z Arymatei podtrzymuje martwe ciało Chrystusa, podczas gdy Maryja opada omdlała na ziemię. Podobieństwo pozy, zamknięte oczy, bladość skóry Maryi zdają się mówić o nierozerwalnym związku przeżyć Matki i Syna. Kompozycja jest zamknięta z obu stron przez postaci Jana Ewangelisty i Marii Magdaleny, załamującej ręce w geście rozpaczy. Nie wiadomo, co znajdowało się na zaginionych skrzydłach poliptyku.
Wątek zdjęcia z krzyża wspominają w Nowym Testamencie wszyscy czterej ewangeliści i łączą go z kolejnym – złożeniem do grobu. Według Ewangelii Świętych Mateusza (27:57-60), Marka (15:42-47) i Łukasza (23:50-56), Józef z Arymatei zdjął ciało Chrystusa i przygotował je do pochówku. Ewangelia Jana (19:38-42) wspomina także o Nikodemie. Żadna z Ewangelii nie wspomina obecności Maryi w tym wydarzeniu.
W okresie średniowiecza narracja Pasji w teologii, filozofii, literaturze i sztuce była różnorodna. Maryja w związku z jej silnym kultem odgrywała kluczową rolę np. w tekście Meditationes de Vita Christi przypisywanym Ludolfowi z Saksonii. Barbara Lane sugeruje, iż wątek z Vita Christi mógł mieć wpływ na przedstawienia malarskie zdjęcia z krzyża, w tym dzieło Rogiera:
Wtedy niewiasta z największą czcią dotknęła zwisającej prawej ręki Jezusa, położyła ją przy policzku i całowała ją patrząc pełna smutku, wylewając wiele łez.